# Xác suất

Xác suất của việc tung một số con số bằng cách sử dụng hai con xúc xắc.

Xác suất (Tiếng Anh: probability) là một nhánh của toán học liên quan đến các mô tả bằng số về khả năng xảy ra một sự kiện, hoặc khả năng một mệnh đề là đúng. Xác suất của một sự kiện là một số trong khoảng từ 0 đến 1, trong đó, nói một cách đại khái, 0 biểu thị sự bất khả thi của sự kiện và 1 biểu thị sự chắc chắn.   Xác suất của sự kiện càng cao thì khả năng xảy ra sự kiện càng cao. Một ví dụ đơn giản là tung đồng xu công bằng (không thiên vị). Vì đồng xu là công bằng, nên cả hai kết quả ("sấp" và "ngửa") đều có thể xảy ra như nhau; xác suất của "sấp" bằng xác suất của "ngửa"; và vì không có kết quả nào khác có thể xảy ra, xác suất xảy ra "sấp" hoặc "ngửa" là {\displaystyle {\frac {1}{2}}} (cũng có thể được viết là 0,5 hoặc 50%).
Những khái niệm này đã được chuẩn hóa toán học bằng tiên đề trong lý thuyết xác suất, được sử dụng rộng rãi trong các lĩnh vực nghiên cứu như toán học, thống kê, tài chính, cờ bạc, khoa học (đặc biệt là vật lý), trí tuệ nhân tạo, học máy, khoa học máy tính, lý thuyết trò chơi, và triết học, ví dụ, rút ra suy luận về tần suất dự kiến của các sự kiện. Lý thuyết xác suất cũng được sử dụng để mô tả cơ học và quy luật cơ bản của các hệ thống phức tạp.

## Diễn giải
Khi xử lý các thử nghiệm ngẫu nhiên và được xác định rõ ràng trong bối cảnh lý thuyết thuần túy (như tung đồng xu công bằng), xác suất có thể được mô tả bằng số bằng số lượng kết quả mong muốn, chia cho tổng số tất cả các kết quả. Ví dụ: tung một đồng xu công bằng hai lần sẽ mang lại kết quả "sấp-sấp", "sấp-ngửa", "ngửa-sấp" và "ngửa-ngửa". Xác suất nhận được kết quả của "sấp-sấp" là 1 trong 4 kết quả, hoặc, về mặt số học, 1/4, 0,25 hoặc 25%. Tuy nhiên, khi nói đến ứng dụng thực tế, có hai loại diễn giải xác suất cạnh tranh chính, mà những người dùng nó có quan điểm khác nhau về bản chất cơ bản của xác suất:
1. Những người theo chủ nghĩa khách quan ấn định các con số để mô tả một số trạng thái khách quan hoặc thực tế của sự việc. Phiên bản phổ biến nhất của xác suất khách quan là xác suất thường xuyên, cho rằng xác suất của một sự kiện ngẫu nhiên biểu thị tần suất xuất hiện tương đối của kết quả của một thử nghiệm, khi thử nghiệm được lặp lại vô thời hạn. Cách hiểu này coi xác suất là tần suất tương đối "về lâu dài" của các kết quả.[4] Một sửa đổi của điều này là xác suất xu hướng, diễn giải xác suất là xu hướng của một số thử nghiệm để mang lại một kết quả nhất định, ngay cả khi nó chỉ được thực hiện một lần.
2. Những người theo chủ nghĩa chủ quan ấn định các con số cho mỗi xác suất chủ quan, nghĩa là, như một mức độ của niềm tin.[5] Mức độ tin tưởng được hiểu là "mức giá mà bạn sẽ mua hoặc bán một vụ đặt cược trả 1 đơn vị tiện ích nếu E, 0 nếu không E."[6] Phiên bản phổ biến nhất của xác suất chủ quan là xác suất Bayes, bao gồm kiến thức chuyên môn cũng như dữ liệu thực nghiệm để tạo ra xác suất. Kiến thức chuyên môn được đại diện bởi một số phân phối xác suất trước (chủ quan). Những dữ liệu này được kết hợp trong một hàm xác suất. Tích của khả năng xảy ra trước và khả năng xảy ra, khi được chuẩn hóa, dẫn đến một phân phối xác suất hậu nghiệm kết hợp tất cả các thông tin đã biết cho đến nay.[7] Theo định lý thỏa thuận của Aumann, các tác nhân Bayes có niềm tin trước đó giống nhau sẽ kết thúc với niềm tin hậu duệ tương tự. Tuy nhiên, đủ các yếu tố khác nhau có thể dẫn đến các kết luận khác nhau, bất kể lượng thông tin mà các đại lý chia sẻ.[8]

## Từ nguyên
Từ xác suất (probability) bắt nguồn từ chữ probabilitas trong tiếng Latin và có nghĩa là "để chứng minh, để kiểm chứng". Nói một cách đơn giản, probable là một trong nhiều từ dùng để chỉ những sự kiện hoặc kiến thức chưa chắc chắn, và thường đi kèm với các từ như "có vẻ là", "mạo hiểm", "may rủi", "không chắc chắn" hay "nghi ngờ", tùy vào ngữ cảnh. Theo một nghĩa nào đó, điều này khác nhiều so với ý nghĩa hiện đại của xác suất, ngược lại, là thước đo trọng lượng của bằng chứng thực nghiệm, và được hình thành từ suy luận quy nạp và suy luận thống kê.
"Cơ hội" (chance), "cá cược" (odds, bet) là những từ cho khái niệm tương tự. Nếu lý thuyết cơ học có định nghĩa chính xác cho "công" và "lực", thì lý thuyết xác suất nhằm mục đích định nghĩa "khả năng".

## Lịch sử
Nghiên cứu khoa học về xác suất là một bước phát triển hiện đại của toán học. Cờ bạc cho thấy rằng đã có sự quan tâm đến việc định lượng các ý tưởng về xác suất trong nhiều thiên niên kỷ, nhưng các mô tả toán học chính xác đã xuất hiện muộn hơn nhiều. Có những lý do giải thích cho sự phát triển chậm chạp của toán học xác suất. Trong khi các trò chơi may rủi tạo động lực cho việc nghiên cứu toán học về xác suất,   vẫn bị che lấp bởi những mê tín của những người chơi cờ bạc.
Theo Richard Jeffrey, "Trước giữa thế kỷ XVII, thuật ngữ 'có thể xảy ra' (tiếng Latinh xác suất) có nghĩa là có thể chấp thuận được, và được áp dụng theo nghĩa đó, cho ý kiến và hành động. Một hành động hoặc ý kiến có thể xảy ra là một hành động chẳng hạn như những người hợp lý sẽ thực hiện hoặc nắm giữ, trong hoàn cảnh."  Tuy nhiên, đặc biệt là trong các bối cảnh pháp lý, 'có thể xảy ra' cũng có thể áp dụng cho các mệnh đề có bằng chứng xác đáng.

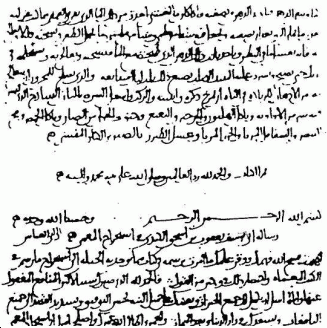
Cuốn sách Thông điệp mật mã của Al-Kindi chứa cách sử dụng suy luận thống kê sớm nhất được biết đến (thế kỷ thứ 9)

Các dạng xác suất và thống kê sớm nhất được biết đến đã được phát triển bởi các nhà toán học Trung Đông nghiên cứu mật mã từ thế kỷ 8 đến thế kỷ 13. Al-Khalil (717–786) đã viết cuốn sách Thông điệp mật mã trong đó có lần đầu tiên sử dụng các hoán vị và tổ hợp để liệt kê tất cả các từ tiếng Ả Rập có thể có và không có nguyên âm. Al-Kindi (801–873) đã sử dụng suy luận thống kê sớm nhất được biết đến trong công việc của mình về phân tích mật mã và phân tích tần số. Một đóng góp quan trọng của Ibn Adlan (1187–1268) là về kích thước mẫu để sử dụng phân tích tần số.

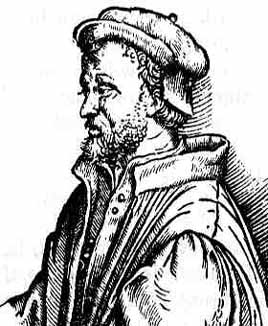
Gerolamo Cardano (thế kỷ 16)

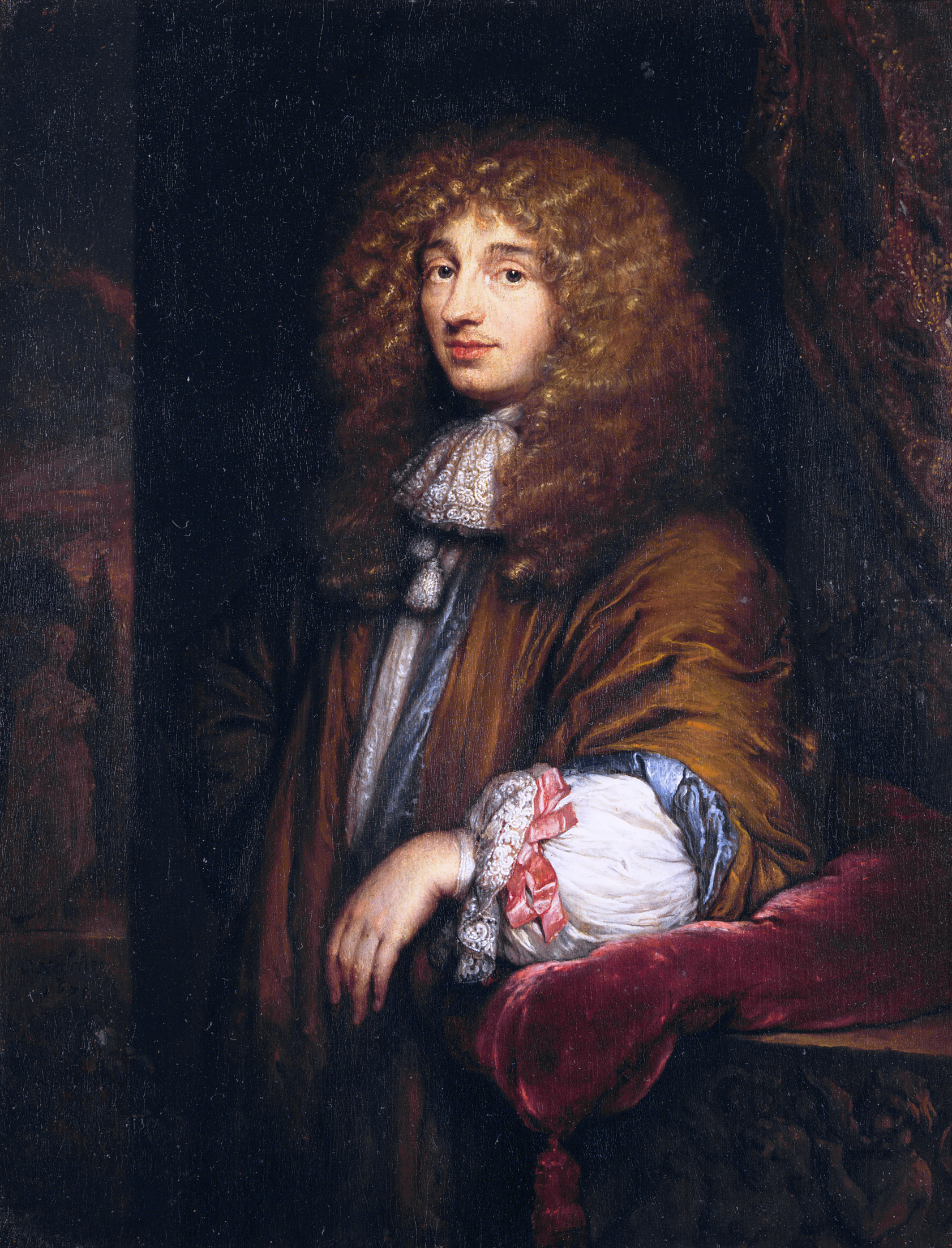
Christiaan Huygens đã xuất bản một trong những cuốn sách đầu tiên về xác suất (thế kỷ 17)

Nhà nghiên cứu đa ngành người Ý ở thế kỷ XVI Gerolamo Cardano đã chứng minh hiệu quả của việc xác định tỷ lệ cược là tỷ lệ giữa các kết quả thuận lợi và không thuận lợi (ngụ ý rằng xác suất của một sự kiện được cho bằng tỷ lệ các kết quả thuận lợi trên tổng số các kết quả có thể xảy ra ). Ngoài công trình cơ bản của Cardano, học thuyết về xác suất còn có từ sự tương ứng của Pierre de Fermat và Blaise Pascal (1654). Christiaan Huygens (1657) đã đưa ra phương pháp điều trị khoa học sớm nhất được biết đến đối với chủ đề này. Ars Conjectandi của Jakob Bernoulli (di cảo, 1713) và Học thuyết Cơ hội của Abraham de Moivre (1718) coi chủ đề này như một nhánh của toán học. Xem Sự xuất hiện của Xác suất  Ian Hacking và Khoa học về Phỏng đoán  của James Franklin để biết lịch sử về sự phát triển ban đầu của khái niệm xác suất toán học.
Lý thuyết sai số có thể bắt nguồn từ cuốn Opera Miscellanea của Roger Cotes (di cảo, 1722), nhưng một cuốn hồi ký do Thomas Simpson soạn năm 1755 (in năm 1756) lần đầu tiên áp dụng lý thuyết này vào cuộc thảo luận về sai số khi quan sát. Lần tái bản (1757) của cuốn hồi ký này đưa ra tiên đề rằng các lỗi tích cực và tiêu cực đều có thể xảy ra như nhau, và các giới hạn có thể ấn định nhất định xác định phạm vi của tất cả các lỗi. Simpson cũng thảo luận về các lỗi liên tục và mô tả một đường cong xác suất.
Hai định luật sai số đầu tiên được đề xuất đều bắt nguồn từ Pierre-Simon Laplace. Luật đầu tiên được xuất bản vào năm 1774, và tuyên bố rằng tần suất của một lỗi có thể được biểu thị dưới dạng một hàm số mũ của mức độ lỗi - dấu hiệu bỏ qua. Định luật sai số thứ hai được Laplace đề xuất vào năm 1778, và tuyên bố rằng tần số của sai số là một hàm số mũ của bình phương sai số. Luật sai số thứ hai được gọi là phân phối chuẩn hay luật Gauss. "Về mặt lịch sử, rất khó để gán định luật đó cho Gauss, người mặc dù có sự thông minh nổi tiếng của mình nhưng có lẽ đã không phát hiện ra điều này trước khi được hai tuổi." 
Daniel Bernoulli (1778) đã đưa ra nguyên tắc tích cực đại của các xác suất của một hệ thống các lỗi đồng thời.
Adrien-Marie Legendre (1805) đã phát triển phương pháp bình phương nhỏ nhất và giới thiệu nó trong tác phẩm Nouvelles méthodes pour la détermination des obitanes des comètes (Phương pháp mới để xác định quỹ đạo của sao chổi). Khi thiếu hiểu biết về đóng góp của Legendre, một nhà văn người Mỹ gốc Ireland, Robert Adrain, biên tập viên của "The Analyst" (1808), lần đầu tiên suy luận ra quy luật điều kiện của sai số:
{\displaystyle \phi (x)=ce^{-h^{2}x^{2}}}
Ở đây {\displaystyle h} là một hằng số phụ thuộc vào độ chính xác của quan sát, và {\displaystyle c} là một hệ số tỷ lệ đảm bảo rằng diện tích dưới đường cong bằng 1. Ông đã đưa ra hai bằng chứng, chứng minh thứ hai về cơ bản giống với của John Herschel (1850). Gauss đã đưa ra bằng chứng đầu tiên dường như đã được biết đến ở Châu Âu (thứ ba sau Adrain) vào năm 1809. Các bằng chứng khác được đưa ra bởi Laplace (1810, 1812), Gauss (1823), James Ivory (1825, 1826), Hagen (1837), Friedrich Bessel (1838), WF Donkin (1844, 1856) và Morgan Crofton (1870). Những người đóng góp khác là Ellis (1844), De Morgan (1864), Glaisher (1872), và Giovanni Schiaparelli (1875). Công thức của Peters (1856) đối với r, lỗi có thể xảy ra của một lần quan sát, đã được biết tường tận.

## Khái niệm
Về cơ bản có một tập hợp những quy luật toán để có thể biến đổi các giá trị của xác suất; những quy luật nầy sẽ được liệt kê ra trong phần "Sự hình thành của xác suất" dưới đâỵ. (Có một số các quy luật được khác dùng để định lượng sự ngẫu nhiên như trong lý thuyết Dempster-Shafer và lý thuyết khả tạo nhưng những quy luật này thì khác biệt từ bản chất và không tương hợp với cách hiểu thông thường các định luật về xác suất. Tuy nhiên, người ta vẫn còn tranh biện về những đối tượng chính xác nào mà trên đó những quy luật này được áp dụng. Đây là đầu đề của những diễn dịch của xác suất.
Ý tưởng chung của xác suất thường được chia thành 2 khái niệm liên quan:
- Xác suất may rủi (aleatory probability), đề cập đến khả năng xảy ra của các sự kiện trong tương lai mà khả năng xảy ra của các sự kiện này phụ thuộc vào một hiện tượng vật lý nào đó mang tính ngẫu nhiên. Khái niệm này còn được chia ra thành (1) các hiện tượng vật lý, về cơ bản, có thể dự đoán được khi có đủ thông tin và (2) các hiện tượng không thể dự đoán được. Ví dụ của loại trước là việc thả một con súc sắc hay quay một bánh xe roulette; ví dụ của loại sau là sự phân rã hạt nhân.
- Xác suất trong tri thức (epistemic probability), đề cập đến sự không chắc chắn của chúng ta về một mệnh đề nào đó vì thiếu thông tin cung cấp để suy luận. Ví dụ việc xác định khả năng một nghi phạm là có phạm tội, dựa trên các chứng cứ cung cấp.

## Sự hình thành xác suất
Như các lý thuyết khác, lý thuyết xác suất là một biểu diễn của khái niệm xác suất bằng các thuật ngữ hình thức - nghĩa là các thuật ngữ mà có thể xác định một cách độc lập với ý nghĩa của nó. 
Các thuật ngữ hình thức này được thao tác bởi các quy luật toán học và logic, và kết quả thu được sẽ được chuyển dịch trở lại miền (domain) của bài toán.
Có hai hướng công thức hóa xác suất đã thành công là sự hình thành công thức Kolmogorov và sự hình thành công thức Cox. Trong công thức của Kolmogorov, các tập được hiểu là các biến cố và xác suất chính là một phép đo trên một lớp các tập đó.
Trong công thức của Cox, xác suất được xem là cái cơ bản (primitive - không thể phân tích thêm được nữa) và tập trung nghiên cứu vào việc xây dựng một phép gán tốt các giá trị xác suất đến các mệnh đề.
Trong cả hai trường hợp, các định luật về xác suất là như nhau, ngoại trừ yếu tố chi tiết kĩ thuật:
1. xác suất là một giá trị số trong khoảng 0 và 1;
2. xác suất của một sự kiện hay mệnh đề và phần bù của nó cộng lại phải bằng 1; và
3. xác suất kết hợp của hai sự kiện hay hai mệnh đề là tích của các xác suất của một trong chúng và xác suất của cái thứ hai với điều kiện biết cái trước xảy ra.

### Cách biểu diễn và chuyển đổi các giá trị xác suất
Xác suất của một sự kiện thương được biểu diễn bằng số thực trong khoảng 0 và 1, bao gồm 2 giá trị biên. Và một sự kiện không thể xảy ra thì có xác suất là 0, còn một sự kiện chắc chắn thì có xác suất là 1, nhưng điều ngược lại không đúng. 
Sự khác biệt giữa "chắc chắn" và "xác suất xảy ra 1" là rất quan trọng.
Hầu hết các giá trị xác suất xảy ra trong thực tế là giữa 0 và 1.

### Sự phân bố
Một phân bố xác suất là một hàm số nhằm gán các giá trị (gọi là xác suất) cho các sự kiện. Các giá trị số này đặc trưng cho khả năng xảy ra của các sự kiện. Với một tập bất kì các sự kiện, có rất nhiều cách để gán các xác suất, và thường dựa vào sự lựa chọn loại phân bố của các sự kiện đang xem xét.
Có nhiều cách để chỉ định một phân bố xác suất. Thông thường nhất có lẽ là chỉ định một hàm mật độ xác suất (probability density function). Từ đó, xác suất của một sự kiện sẽ được bằng cách lấy tích phân hàm mật độ. Tuy nhiên, hàm phân bố cũng có thể được chỉ định rõ trực tiếp. Trong trường hợp chỉ có một biến (hay một chiều), thì hàm phân bố được gọi là hàm phân bố tích lũy (cumulative distribution function). Phân bố xác suất cũng có thể được chỉ định thông qua các giá trị mômen hay hàm đặc trưng (characteristic function), hay các cách khác nữa.
Một phân bố được gọi là phân bố rời rạc nếu nó được định ra trên một tập rời rạc, đếm được; ví dụ tập các số nguyên.
Một phân bố được gọi là phân bố liên tục nếu nó được định ra trên một tập vô hạn, không đếm được.
Hầu hết các phân bố trong các ứng dụng thực tế đều hoặc là một trong hai, nhưng có một số ví dụ về phân bố bao gồm của cả hai, gọi là phân bố hỗn hợp.
Các phân bố rời rạc quan trọng bao gồm phân bố đồng nhất, phân bố Poisson, phân bố nhị thức, phân bố nhị thức âm và phân bố Maxwell-Boltzmann.
Các phân bố liên tục quan trọng bao gồm phân bố chuẩn (hay còn gọi là phân bố Gauss), phân bố gamma, phân bố-t của Student (Student's t-distribution), và phân bố hàm mũ (exponential distribution).

## Xác suất với toán học
Tiên đề xác suất tạo thành nền tảng cho lý thuyết xác suất. Việc tính toán các xác suất thường dựa vào phép tổ hợp hoặc áp dụng trực tiếp các tiên đề. Các ứng dụng xác suất bao gồm thống kê, nó dựa vào ý tưởng phân bố xác suất và định lý giới hạn trung tâm.
Để minh họa, ta xem việc tung một đồng xu cân đối. Về mặt trực quan, xác suất để head xuất hiện phía trên là 50%; nhưng phát biểu này thiếu tính toán học - Vậy con số 50% có ý nghĩa thực sự thế nào trong ví dụ này?
Một hướng là dùng định luật số lớn. Giả sử là ta thực hiện một số lần gieo đồng xu, với mỗi lần gieo là độc lập nhau - nghĩa là, kết quả của 2 lần gieo khác nhau là độc lập nhau. Nếu ta tiến hành N lần gieo (trials), và đặt NH là số lần mà mặt head xuất hiện, thì với tỉ lệ NH/N.
Khi số lần gieo N trở nên lớn, ta kì vọng rằng tỉ lệ NH/N sẽ tiến gần hơn đến giá trị 1/2. Điều này cho phép ta định nghĩa xác suất Pr(H) của mặt head xuất hiện là giới hạn, khi N tiến ra vô cùng, của chuỗi các tỉ lệ này:
{\displaystyle \Pr(H)=\lim _{N\to \infty }{N_{H} \over N}}
Trong thực tế, dĩ nhiên ta không thể tiến hành vô hạn lần các lần gieo được; vì thế, nói chung công thức này áp dụng chính xác cho tình huống khi mà chúng ta biết được một xác suất cho sẵn (a priori) cho một kết quả đầu ra nào đó (mà trong ví dụ này là thông tin đồng xu cân đối). Khi đó, định luật số lớn phát biểu rằng, khi cho biết Pr(H), và với một số nhỏ bất kì ε, luôn tồn tại một giá trị n sao cho với mọi N > n,
{\displaystyle \left|\Pr(H)-{N_{H} \over N}\right|<\epsilon }
Khía cạnh thông tin cho sẵn a priori của hướng tiếp cận này đôi khi gặp khó khăn trong thực tiễn. Ví dụ, trong với kịch Rosencrantz and Guildenstern are Dead của Tom Stoppard, một nhân vật gieo đồng xu mà luôn xuất hiện mặt head, sau 100 lần gieo. Ông ta không thể xác định đây là sự kiện ngẫu nhiên hay không - vì dù sao, điều này vẫn có thể xảy ra với đồng xu cân đối (dù hiếm).

### Những chú ý khi tính toán xác suất
Khó khăn trong việc tính toán xác suất nằm ở việc xác định số sự kiện có thể xảy ra (possible events): đếm số lần xuất hiện của mỗi sự kiện, và đếm số lượng sự kiện có thể xảy ra đó. Đặc biệt khó khăn trong việc rút ra một kết luận có ý nghĩa từ các xác suất tính được. Một bài toán đố thú vị, bài toán Monty Hall sẽ cho thấy điều này.
Để học thêm về cơ bản của lý thuyết xác suất, xem bài viết về tiên đề xác suất và định lý Bayes giải thích việc sử dụng xác suất có điều kiện trong trường hợp sự xuất hiện của 2 sự kiện là có liên quan nhau.

## Ứng dụng của xác suất với đời sống hàng ngày
Ảnh hưởng chính của lý thuyết xác suất trong cuộc sống hằng ngày đó là việc xác định rủi ro và trong buôn bán hàng hóa. Chính phủ cũng áp dụng các phương pháp xác suất để điều tiết môi trường hay còn gọi là phân tích đường lối.
Lý thuyết trò chơi cũng dựa trên nền tảng xác suất. Một ứng dụng khác là trong xác định độ tin cậy. Nhiều sản phẩm tiêu dùng như xe hơi, đồ điện tử sử dụng lý thuyết độ tin cậy trong thiết kế sản phẩm để giảm thiểu xác suất hỏng hóc. Xác suất hư hỏng cũng gắn liền với sự bảo hành của sản phẩm.

## Các câu nói nổi tiếng về xác suất
- Damon Runyon: "Có một thứ không phải một cuộc đua dành cho kẻ nhanh, cũng không phải cuộc đấu dành cho kẻ mạnh - đó là cá cược."
- Pierre-Simon Laplace: "Một ngành khoa học bắt đầu từ việc xem xét các trò chơi ngẫu nhiên nên được chú ý để trở thành ngành khoa học quan trọng nhất của loài người." Théorie Analytique des Probabilités, 1812.
- Richard von Mises: "Sự mở rộng không giới hạn về tính hợp lệ của khoa học chính xác là một đặc trưng của chủ nghĩa duy tâm phóng đại trong thế kỷ XVIII."  (Probability, Statistics, and Truth, tr. 9. Ấn bản Dover, 1981 (tái bản ấn bản 2 bằng tiếng Anh, 1957).
- Richard von Mises: "LỪA DỐI" (Probability, Statistics, and Truth, tr. 9. Ấn bản Dover, 1981 (tái bản ấn bản 2 bằng tiếng Anh, 1957).